# Kanton La Possession
Kanton La Possession (francouzsky Canton de La Possession) je francouzský kanton v departementu Réunion v regionu Réunion. Tvoří ho pouze město La Possession.